# Lothar Vogt
Lothar Helmut Vogt (Görlitz, 17 gennaio 1952) è uno scacchista tedesco, Grande maestro.
Due volte vincitore del Campionato della Germania Est (1977 e 1979).
Ha partecipato con la Germania Est alle olimpiadi di Skopje 1972 e di Salonicco 1988, con il risultato complessivo di +14 =3 –3 (69 %).
Alcuni risultati di torneo:
- 1969:  vince il torneo di Varsavia;
- 1969:  pari primo-secondo a Zinnowitz;
- 1972:  vince il torneo di Starý Smokovec;
- 1974:  primo-secondo a Lipsia;
- 1977:  vince il torneo di Kecskemét;
- 1979:  primo-terzo a Naleczów
- 1982:  vince il torneo di Polanica-Zdrój;
- 2002:  vince l'open di Leukerbad;
- 2006:  vince l'open di Lenk, davanti al favorito Andrei Sokolov.[2]